# 丁香醛
丁香醛（英語：Syringaldehyde）是一种在自然界中广泛存在的微量有机化合物，分子式C9H10O4。某些种类的昆虫如 Scolytus multistriatus在其化学通讯系统中使用丁香醛。